# 홀슈타인 (말)

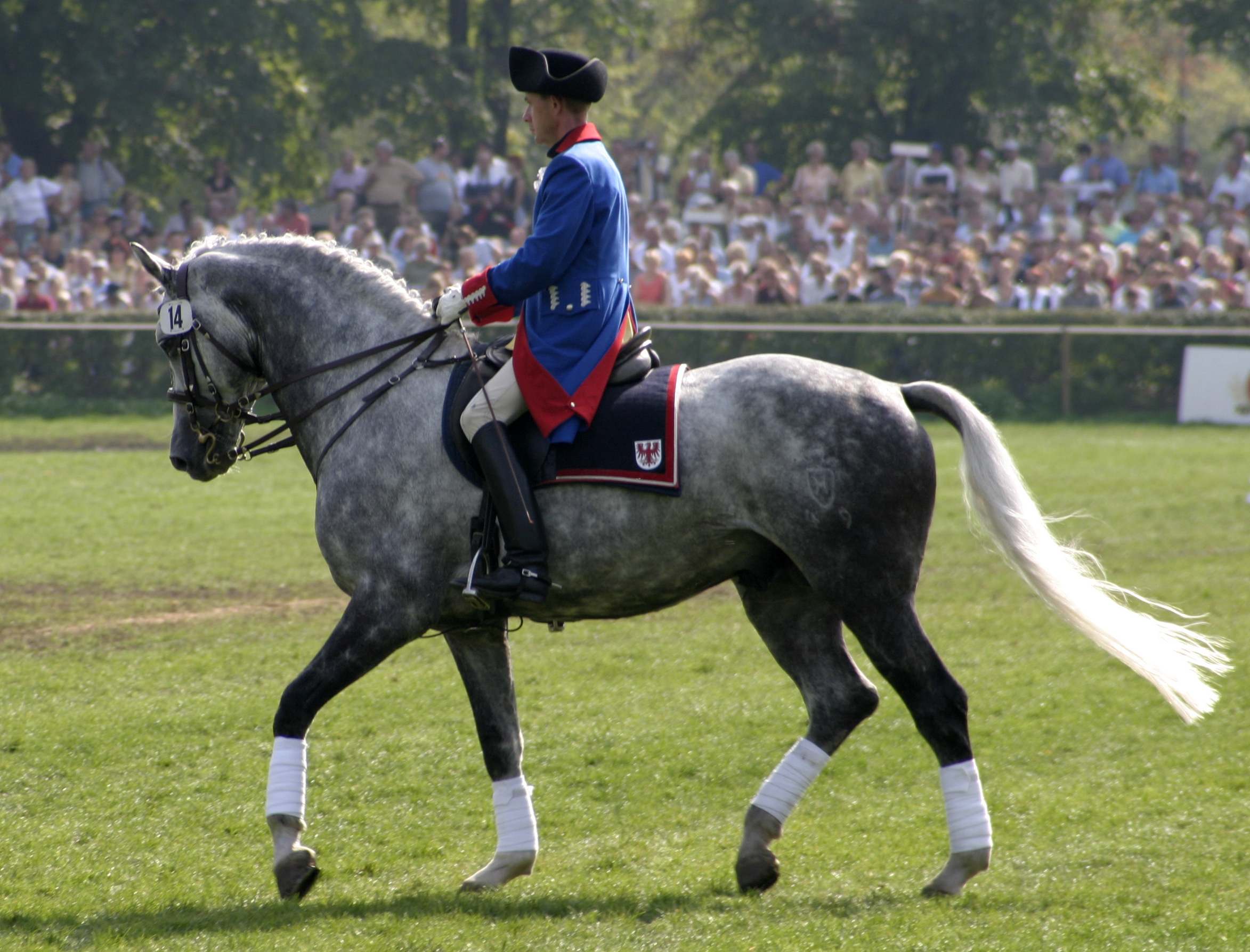
홀슈타인

홀슈타인은 말의 품종으로 독일의 슐레스비히홀슈타인주가 원산지다. 13세기까지 거슬러 올라가는 가장 오래된 웜블러드 중 하나로 여겨진다. 하지만 개체 수는 많지 않다. 장애물경주에 우세를 점하고 있고, 마장마술, 마차경주, 종합마술에서도 높은 성적을 보이고 있다. 재래말을 안달루시안·네아폴리탄종 및 서러브레드와 교배해 개량한 어깨높이 1.6m의 승용마이다. 이 홀슈타인에서 유래된 올덴부르크는 클리블랜드베이종에서 개량된 몸집이 큰 만마(輓馬)가 되었다.